# Nora Lubbadová
Nora Lubbadová (* 12. června 2009 Praha) je česká klavíristka.

## Hudební životopis
Lubbadová byla žákyní ZUŠ Olešská na Praze 10, kde studovala klavír pod vedením PaedDr. Jaromíry Šnederflerové, s níž byla vybrána do II. ročníku stipendijního programu MenART, a Gymnázia Omská. Ve školním roce 2020/2021 studovala hudební gymnázium v rámci Gymnázia a Hudební školy hlavního města Prahy.

## Louskáček, Zlatý oříšek
V roce 2020 se stala laureátkou televizní hudební soutěže Louskáček. Ve finále, kam postoupili tři z šestnácti nominovaných klavíristů, si tak mohla zahrát s Moskevskou filharmonií pod taktovkou Michaila Šechtmana třetí větu z Beethovenova 1. klavírního koncertu. Za svůj výkon obdržela stříbrného Louskáčka. V témže roce byla také oceněna Zlatým oříškem.

## Mediální výstupy
V prosinci 2019 vystoupila v živém přenosu charitativního adventního koncertu České televize. V roce 2021 se stala protagonistkou dokumentárního filmu Talent režiséra Martina Suchánka.

## Ocenění
V roce 2017 vyhrála mezinárodní soutěž Pro Bohemia, kde dosáhla na titul absolutního vítěze v osmi letech, ačkoliv byla soutěž určená hudebníkům do sedmnácti let. V roce 2019 vyhrála mezinárodní soutěž Bachovská cesta, kde se rovněž stala absolutním vítězem. Totéž se jí podařilo na soutěži Prague Junior Note, kde zvítězila třikrát s plným počtem bodů. Na soutěži Mladí pianisté hrají na klavír Steinway & Sons se stala také dvakrát absolutní vítězkou. Kvůli koronavirovému období byl odsunut Nořin koncert v Carnegie Hall, který se uskuteční nejpozději do konce roku 2023.